# 暴風少年之鴻門宴
《暴風少年之鴻門宴》是一部1999年上映的香港電影，由彭俊偉導演，監製為李釗，彭家麗、楊澤霖及尹揚明領銜主演。

## 劇情簡介
在高長官的墳墓前，一名女士脫下眼鏡，對高長官敬禮，她是Anna，為高長官的同事，她得知他被害死，趕回澳門，為高長官報仇。
首先，她先對黑幫龍頭阿祥下手，對他作出調查，他有名兄弟叫阿周，但兩人已經反目，Anna足夠證據後前往祥的家裏，但祥的家已經埋伏多名殺手。
這時，一名男子過來救走Anna，他叫阿文，是高長官的舊拍檔，他也是為高長官報仇。同時，周哥也藉著阿文及Anna成功把祥逼至身敗名裂。
祥憤怒地找周哥報仇，他拿起手槍把他殺死，但阿文、Anna及大批警員已經到場，祥見無法回頭，拿起手槍，向自己頭部開槍自殺，最後，阿文、Anna大仇得報。

## 演員
| 演員   | 角色   | 粵語配音 | 備註                                                                                              |
| 彭家麗 | Anna   | 雷碧娜   | FBI探員 阿文之紅顏知己 高長官之同事                                                               |
| 楊澤霖 | 陳老大 | 陳旭明   | 本片終極大反派 祥哥 周哥之兄弟，後反目 害死高長官 最後在走投無路下吞槍自殺                        |
| 尹揚明 | 阿文   | 葉振聲   | 澳門警察 高長官之好友兼舊拍檔 協助Anna替高長官報仇                                                |
| 孫國明 | 老大   |          |                                                                                                   |
| 金童   | 阿周   | 羅君左   | 周哥 阿祥之兄弟，後反目 利用Anna及阿文來向阿祥報復 最終被失去理智的阿祥槍殺身亡                   |
| 鄭浩南 | 阿南   |          | 高長官 已在暴風少年之紐約教父被阿祥及霍豪害死，在相片中出現                                       |
| 牟鳳彬 | 阿勝   | 陳旭明   | 阿順之子 殺死周哥之子阿天 祥哥之手下 已在暴風少年之三大家族被阿天槍殺，只在周哥及阿祥的回憶裏出現 |
| 徐若琦 | 阿天   | 葉振聲   | 阿周之子 已在暴風少年之三大家族被阿勝槍殺，只在周哥的回憶裏出現                                   |
| 馮哲   | 鮑魚   |          | 阿天之手下 現為周哥手下                                                                           |

## 外部連結
- 香港影庫上《暴風少年之鴻門宴》的資料（繁體中文）